# 茲拉茲涅
50°56′3″N 26°13′12″E / 50.93417°N 26.22000°E
茲拉茲涅（烏克蘭語：Злазне），是烏克蘭西北部的村莊，隸屬里夫內州的里夫內區。該村始建於1577年，面積3.02平方公里，海拔高度180米，2001年人口1,593，人口密度每平方公里527.5人。